# Jimmy Butler
Jimmy Butler III (Houston, 14 settembre 1989) è un cestista statunitense, professionista nella NBA con i Golden State Warriors.
Vincitore del premio di NBA Most Improved Player nel 2015, selezionato quattro volte nell’All-NBA Third Team (2017, 2018 , 2020 e 2021), cinque volte nell’NBA All-Defensive Second Team (dal 2014 al 2016 nel 2018 e 2021) e ha partecipato per sei volte all’NBA All-Star Game (dal 2015 al 2018, nel 2020 e nel 2021).
Con la Nazionale USA ha vinto le Olimpiadi 2016.

## Caratteristiche tecniche
Considerato uno dei migliori difensori dell'NBA, può giocare sia da guardia sia da ala piccola.
É particolarmente bravo anche nelle partenze, infatti molto spesso riesce a battere l’avversario in un 1v1 ed andare a canestro.

## Carriera
Jimmy Butler nasce a Houston, nel quartiere di Tomball, il 14 settembre 1989. All'età di 13 anni la madre lo manda fuori di casa, dicendogli "Non mi piace il tuo atteggiamento, devi andartene". Da lì, per un certo periodo di tempo, Butler vive ogni settimana in casa di un amico diverso, fino al suo incontro con Jordan Leslie, che lo sfida a una gara di 3 punti. I due diventano subito amici e Jimmy va a stare casa sua, dove viene accolto come un membro della famiglia. Nonostante in casa ci fossero altri 6 figli, la madre e il patrigno di Leslie, che inizialmente erano contrari ad ospitare Jimmy, accolsero il ragazzo sotto il loro tetto in pochi mesi. Jimmy Butler fa dell'atletismo e della grande versatilità il suo punto di forza. Al college sotto la guida di Brent Williams viene impiegato in ogni fase del gioco, riveste il ruolo di ala grande e addirittura di centro, dove ha la possibilità di sviluppare capacità in post basso e al rimbalzo, senza comunque tralasciare le doti da esterno.
Prima del Draft 2011 un general manager NBA disse che "La sua storia è una delle più eccezionali che io abbia mai visto in tutti i miei anni di pallacanestro. Ci sono state un sacco di momenti nella sua vita in cui era prossimo a fallire. Ogni volta è riuscito a superare ogni enorme avversità. Quando parli con lui - che è molto restio a parlare della sua vita - hai subito la sensazione che questo ragazzo abbia la grandezza dentro di sé".

### Chicago Bulls (2011-2017)
Scelto con la 30ª scelta al Draft NBA del 2011 dai Chicago Bulls, gioca tutte e 42 le partite della Stagione NBA 2011-12 (la stagione fu ridotta a causa del lockout del 2011) mantenendo 2,6 punti e 1,3 rimbalzi di media a partita.
Partecipa alla Summer League del 2012 mantenendo 20,8 punti, 6,5 rimbalzi e 2,0 assist di media nell'arco di quattro partite. All'inizio della stagione gioca pochi minuti, ma con l'infortunio del compagno Luol Deng guadagna numerosi minuti arrivando a giocare quasi completamente la sua prima partita in quintetto titolare contro i Memphis Grizzlies. Il 9 aprile segna 28 punti contro i Toronto Raptors, perdendo però 98 a 101. Arriva a giocare una media di 40,8 minuti per partita durante i play-off con una media di 13,3 punti, 5,2 rimbalzi e 2,7 assist.
Il 15 gennaio 2014 stabilisce il record della franchigia per minuti giocati, 60, nella vittoria contro gli Orlando Magic dopo tre tempi supplementari. Il 2 giugno viene nominato nel secondo quintetto difensivo All-NBA.
Il 25 aprile 2015 realizza il suo career high nei Playoffs segnando 33 punti in gara 5 (persa 92 a 90). Dopo aver vinto la serie in 6 partite, i Bulls vengono eliminati in Semifinale di Conference contro i Cleveland Cavaliers. Il 7 maggio viene nominato Most Improved Player, primo giocatore della franchigia a vincere tale premio.

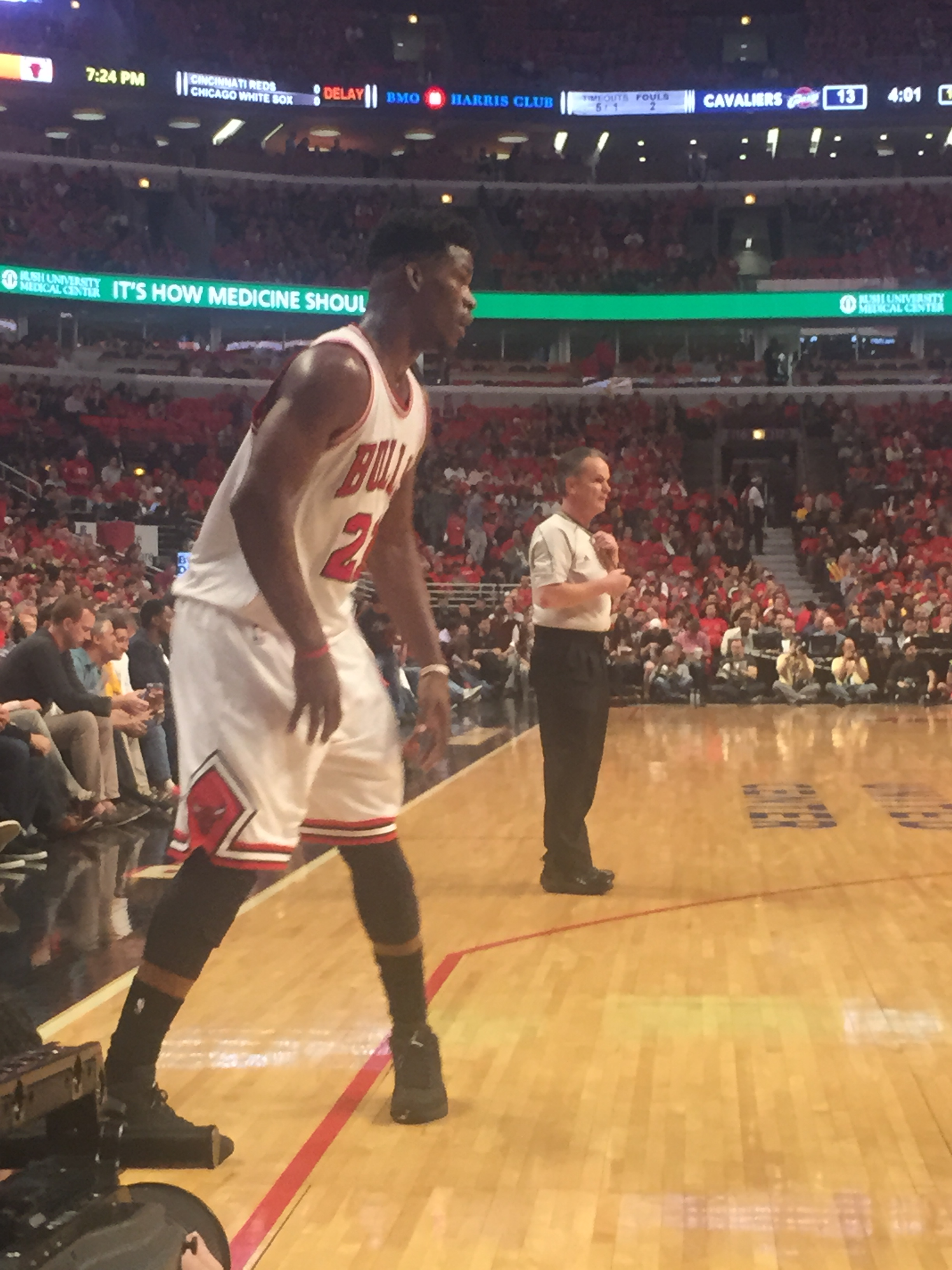
Butler ai Chicago Bulls nel 2015

Fissa un nuovo record nella partita in trasferta (finita 115 a 113 per i Bulls) contro i Toronto Raptors il 3 gennaio 2016 segnando 40 dei 42 punti nella seconda metà della gara, superando così il record della franchigia di 39 punti segnati in una frazione di gara realizzato da Michael Jordan il 16 febbraio 1989 contro i Milwaukee Bucks. Il 15 gennaio 2016 sigla un nuovo career-high, nella partita fuori casa contro i Philadelphia 76ers, mettendo a referto 53 punti. Viene votato per partecipare all'All Star Game 2016, ma a causa di un infortunio al ginocchio sinistro, viene rimpiazzato dal compagno di squadra Pau Gasol. Il 2 aprile registra la sua prima tripla doppia, mettendo a referto 28 punti, 17 rimbalzi e 12 assist contro i Detroit Pistons, perdendo però la partita 94ª 90.
Il 2 gennaio 2017 segna 52 punti nella vittoria casalinga per 118-111 sugli Charlotte Hornets (di cui 17 negli ultimi quattro minuti della partita) divenendo così il primo giocatore della franchigia dopo Michael Jordan a realizzare almeno 50 punti allo United Center. Il 19 gennaio 2017 viene eletto a far parte, per la Eastern Conference, del quintetto iniziale che disputa l'NBA All-Star game. Il 26 marzo migliora il massimo in carriera di assist, 14, contro i Milwaukee Bucks (vinta 109 a 94). Alla fine della stagione i Bulls arrivano a fatica ottavi a est con un record di 41 vittorie e 41 sconfitte, ma vengono eliminati al primo round dei Playoffs dai Boston Celtics in 6 gare.

### Minnesota Timberwolves (2017-2018)
Il 22 giugno 2017, durante la serata del Draft, i Minnesota Timberwolves cedono ai Bulls Zach LaVine, Kris Dunn e la settima scelta al Draft (Lauri Markkanen) in cambio di Butler e della scelta numero 16. Butler ritrova così a Minneapolis il suo ex allenatore a Chicago, coach Tom Thibodeau. A febbraio viene convocato per l'All-Star Game in cui non ha giocato nessun minuto in quanto ha chiesto espressamente di non giocare per riposare. Nonostante le sole 59 partite giocate, ha contribuito significativamente tenendo 22,2 punti di media a riportare la squadra ai playoffs dopo 14 anni di assenza. Nella post-season i T-wolves vi arrivano da ottavi (ultimo posto utile) e vengono eliminati al primo turno in 5 gare dagli Houston Rockets.
Dopo aver rifiutato, nell'estate del 2018, il rinnovo del contratto (in scadenza nel 2019) e aver chiesto, secondo fonti giornalistiche, la cessione alla società, è rimasto in rosa mettendo anche a segno 23 punti in 32 minuti nella prima partita della stagione in casa dei San Antonio Spurs. Nella prima partita in casa della squadra (contro i Cleveland Cavaliers) è stato fischiato dai tifosi dei T-Wolves; ciò nonostante ha contribuito alla vittoria per 131-123 con 33 punti. Il 3 novembre 2018 Butler si è unito all'esultanza dei tifosi dei Golden State Warriors nei minuti finali della gara vinta 116-99 contro i Timberwolves, sventolando con loro un asciugamano e venendo criticato per questo gesto.

### Philadelphia 76ers (2018-2019)

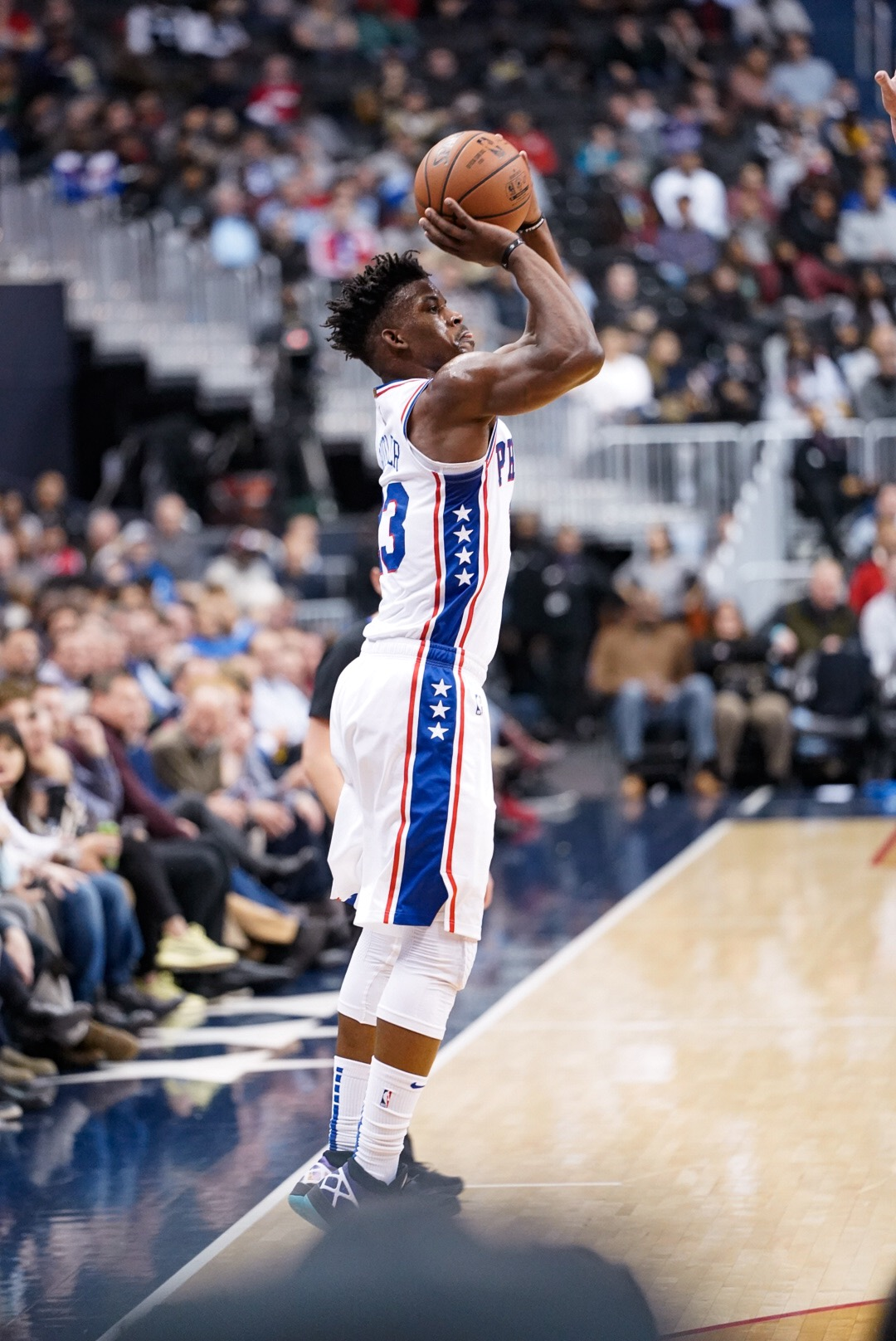
Butler al tiro in maglia Sixers

Il 10 novembre 2018, assieme a Justin Patton, viene ceduto ai Philadelphia 76ers in cambio di Dario Šarić, Robert Covington, Jerryd Bayless e una seconda scelta al Draft NBA 2022.
In gara-1 di play-off segna 32 punti (di cui 26 nei primi due quarti) nella sconfitta per 111-102 contro i Brooklyn Nets.. Lascia i 76ers con 18.7 punti di media, 5.3 rimbalzi e 4 assist a partita.

### Miami Heat (2019-2025)
Durante la free agency del 1º luglio 2019, Jimmy Butler firma un contratto da 141 milioni di dollari in 4 anni con i Miami Heat. Fa il suo esordio in maglia Heat il 30 ottobre, realizzando 21 punti nella vittoria contro gli Atlanta Hawks.
Dopo un'ottima stagione la franchigia della Florida si posiziona al quinto posto guadagnandosi i Play-off NBA 2020.
Al primo turno si scontrano con gli Indiana Pacers (arrivati quarti) che eliminano con uno sweep vincendo tutte le prime 4 gare. 
Al secondo turno incontrano i Milwaukee Bucks dell'MVP in carica Giannis Antetokounmpo (primi a est e dati per favoriti) e grazie anche alle ottime prestazioni di Butler (ad esempio gara 1 conclusa con 40 punti a referto) riescono a qualificarsi per le finali di conference vincendo 4-1 la serie.
Alle finali di conference incontrano i Boston Celtics che gli Heats eliminano 4-2 conquistando quindi le NBA Finals (prima apparizione per Butler).
In finale incontrano i Los Angeles Lakers di LeBron e Davis e in gara 3 Butler realizza una tripla doppia da 40 punti 11 rimbalzi e 13 assist con 2 stoppate e 2 palle rubate (terzo nella storia delle Finals a fare una tripla doppia da 40 punti dopo Jerry West e LeBron James) regalando la vittoria a Miami che riapre la serie passando da 2-0 a 2-1. Nonostante le ottime prestazioni di Butler i Lakers vincono le finals in 6 gare con LeBron James MVP delle Finals. Butler torna nuovamente alle Finals NBA nella stagione 2022-2023 contro i Denver Nuggets, i quali sconfiggono i Miami Heat 4-1.

### Golden State Warriors (2025-)
Il 6 febbraio 2025 Jimmy Butler viene scambiato dai Miami Heat ai Golden State Warriors in una trade. In cambio gli Heat ricevono Andrew Wiggins, Kyle Anderson, PJ Tucker e una futura scelta al primo giro al Draft protetta. Nello scambio sono coinvolti anche Detroit Pistons e Utah Jazz.

## Statistiche
| * | Primo nella lega |

### NCAA
| Anno      | Squadra             | PG  | PT | MP   | TC%  | 3P%  | TL%  | RP  | AP  | PRP | SP  | PP   |
| --------- | ------------------- | --- | -- | ---- | ---- | ---- | ---- | --- | --- | --- | --- | ---- |
| 2008-2009 | Marquette G. Eagles | 35  | 0  | 19,6 | 51,4 | 0,0  | 76,8 | 3,9 | 0,7 | 0,5 | 0,5 | 5,6  |
| 2009-2010 | Marquette G. Eagles | 34  | 34 | 34,3 | 53,0 | 50,0 | 76,6 | 6,4 | 2,0 | 1,3 | 0,6 | 14,7 |
| 2010-2011 | Marquette G. Eagles | 37  | 35 | 34,6 | 49,0 | 34,5 | 78,3 | 6,1 | 2,3 | 1,4 | 0,4 | 15,7 |
| Carriera  | Carriera            | 106 | 69 | 29,6 | 50,8 | 38,3 | 77,3 | 5,5 | 1,7 | 1,1 | 0,5 | 12,0 |

#### Massimi in carriera
- Massimo di punti: 30 vs Cincinnati (2 marzo 2011)[36]
- Massimo di rimbalzi: 14 vs Syracuse (7 marzo 2009)
- Massimo di assist: 8 vs Providence (8 marzo 2011)
- Massimo di palle rubate: 4 (3 volte)
- Massimo di stoppate: 4 vs Xavier (26 novembre 2009)
- Massimo di minuti giocati: 44 vs Connecticut (24 febbraio 2011)

### NBA

#### Regular Season
| Anno      | Squadra            | PG  | PT  | MP    | TC%  | 3P%  | TL%  | RP  | AP  | PRP  | SP  | PP   |
| --------- | ------------------ | --- | --- | ----- | ---- | ---- | ---- | --- | --- | ---- | --- | ---- |
| 2011-2012 | Chicago Bulls      | 42  | 0   | 8,5   | 40,5 | 18,2 | 76,8 | 1,3 | 0,3 | 0,3  | 0,1 | 2,6  |
| 2012-2013 | Chicago Bulls      | 82  | 20  | 26,0  | 46,7 | 38,1 | 80,3 | 4,0 | 1,4 | 1,0  | 0,4 | 8,6  |
| 2013-2014 | Chicago Bulls      | 67  | 67  | 38,7  | 39,7 | 28,3 | 76,9 | 4,9 | 2,6 | 1,9  | 0,5 | 13,1 |
| 2014-2015 | Chicago Bulls      | 65  | 65  | 38,7* | 46,2 | 37,8 | 83,4 | 5,8 | 3,3 | 1,8  | 0,6 | 20,0 |
| 2015-2016 | Chicago Bulls      | 67  | 67  | 36,9  | 45,4 | 31,1 | 83,2 | 5,3 | 4,8 | 1,6  | 0,6 | 20,9 |
| 2016-2017 | Chicago Bulls      | 76  | 75  | 37,0  | 45,5 | 36,7 | 86,5 | 6,2 | 5,5 | 1,9  | 0,4 | 23,9 |
| 2017-2018 | Minnesota T'wolves | 59  | 59  | 36,7  | 47,4 | 35,0 | 85,4 | 5,3 | 4,9 | 2,0  | 0,4 | 22,2 |
| 2018-2019 | Minnesota T'wolves | 10  | 10  | 36,1  | 47,1 | 37,8 | 78,7 | 5,2 | 4,3 | 2,4  | 1,0 | 21,3 |
| 2018-2019 | Philadelphia 76ers | 55  | 55  | 33,2  | 46,1 | 33,8 | 86,8 | 5,3 | 4,0 | 1,8  | 0,5 | 18,2 |
| 2019-2020 | Miami Heat         | 58  | 58  | 33,8  | 45,5 | 24,4 | 83,4 | 6,7 | 6,0 | 1,8  | 0,6 | 19,9 |
| 2020-2021 | Miami Heat         | 52  | 52  | 33,6  | 49,7 | 24,5 | 86,3 | 6,9 | 7,1 | 2,1* | 0,3 | 21,5 |
| 2021-2022 | Miami Heat         | 57  | 57  | 33,9  | 48,0 | 23,3 | 87,0 | 5,9 | 5,5 | 1,6  | 0,5 | 21,4 |
| 2022-2023 | Miami Heat         | 64  | 64  | 33,4  | 53,9 | 35,0 | 85,0 | 5,9 | 5,3 | 1,8  | 0,3 | 22,9 |
| 2023-2024 | Miami Heat         | 60  | 60  | 34,0  | 49,9 | 41,4 | 85,8 | 5,3 | 5,0 | 1,3  | 0,3 | 20,8 |
| 2024-2025 | Miami Heat         | 25  | 25  | 30,6  | 54,0 | 36,1 | 80,1 | 5,2 | 4,8 | 1,1  | 0,4 | 17,0 |
| 2024-2025 | G.S. Warriors      | 30  | 30  | 32,7  | 47,6 | 27,9 | 87,0 | 5,5 | 5,9 | 1,7  | 0,3 | 17,9 |
| Carriera  | Carriera           | 869 | 764 | 33,1  | 47,2 | 32,8 | 84,3 | 5,3 | 4,3 | 1,6  | 0,4 | 18,3 |
| All-Star  | All-Star           | 4   | 1   | 12,8  | 75,0 | 0,0  | -    | 1,8 | 1,5 | 1,8  | 0,0 | 4,5  |

#### Play-off
| Anno     | Squadra            | PG  | PT  | MP   | TC%  | 3P%  | TL%  | RP  | AP  | PRP  | SP  | PP   |
| -------- | ------------------ | --- | --- | ---- | ---- | ---- | ---- | --- | --- | ---- | --- | ---- |
| 2012     | Chicago Bulls      | 3   | 0   | 1,3  | -    | -    | -    | 0,0 | 0,0 | 0,0  | 0,0 | 0,0  |
| 2013     | Chicago Bulls      | 12  | 12  | 40,8 | 43,5 | 40,5 | 81,8 | 5,2 | 2,7 | 1,3  | 0,5 | 13,3 |
| 2014     | Chicago Bulls      | 5   | 5   | 43,6 | 38,6 | 30,0 | 78,3 | 5,2 | 2,2 | 1,4  | 0,0 | 13,6 |
| 2015     | Chicago Bulls      | 12  | 12  | 42,2 | 44,1 | 38,9 | 81,9 | 5,6 | 3,2 | 2,4* | 0,8 | 22,9 |
| 2017     | Chicago Bulls      | 6   | 6   | 39,8 | 42,6 | 26,1 | 80,9 | 7,3 | 4,3 | 1,7  | 0,8 | 22,7 |
| 2018     | Minnesota T'wolves | 5   | 5   | 34,0 | 44,4 | 47,1 | 83,3 | 6,0 | 4,0 | 0,8  | 0,2 | 15,8 |
| 2019     | Philadelphia 76ers | 12  | 12  | 35,1 | 45,1 | 26,7 | 87,5 | 6,1 | 5,2 | 1,4  | 0,6 | 19,4 |
| 2020     | Miami Heat         | 21  | 21  | 38,4 | 48,8 | 34,9 | 85,9 | 6,5 | 6,0 | 2,0  | 0,7 | 22,2 |
| 2021     | Miami Heat         | 4   | 4   | 38,5 | 29,7 | 26,7 | 72,7 | 7,5 | 7,0 | 1,3  | 0,3 | 14,5 |
| 2022     | Miami Heat         | 17  | 17  | 37,0 | 50,6 | 33,8 | 84,1 | 7,4 | 4,6 | 2,1* | 0,6 | 27,4 |
| 2023     | Miami Heat         | 22  | 22  | 39,7 | 46,8 | 35,9 | 80,6 | 6,5 | 5,9 | 1,8  | 0,6 | 26,9 |
| 2025     | G.S. Warriors      | 11  | 11  | 36,1 | 44,7 | 30,6 | 80,0 | 6,6 | 5,2 | 1,3  | 0,3 | 19,2 |
| Carriera | Carriera           | 130 | 127 | 37,8 | 45,9 | 34,4 | 82,7 | 6,2 | 4,7 | 1,7  | 0,5 | 21,1 |

#### Massimi in carriera
- Massimo di punti: 56 vs Milwaukee Bucks (24 aprile 2023)[37]
- Massimo di rimbalzi: 19 vs Detroit Pistons (16 dicembre 2024)
- Massimo di assist: 15 vs Washington Wizards (28 dicembre 2021)
- Massimo di palle rubate: 7 vs Orlando Magic (23 dicembre 2020)
- Massimo di stoppate: 5 vs Toronto Raptors (22 dicembre 2014)
- Massimo di minuti giocati: 60 vs Orlando Magic (15 gennaio 2014)

## Palmarès

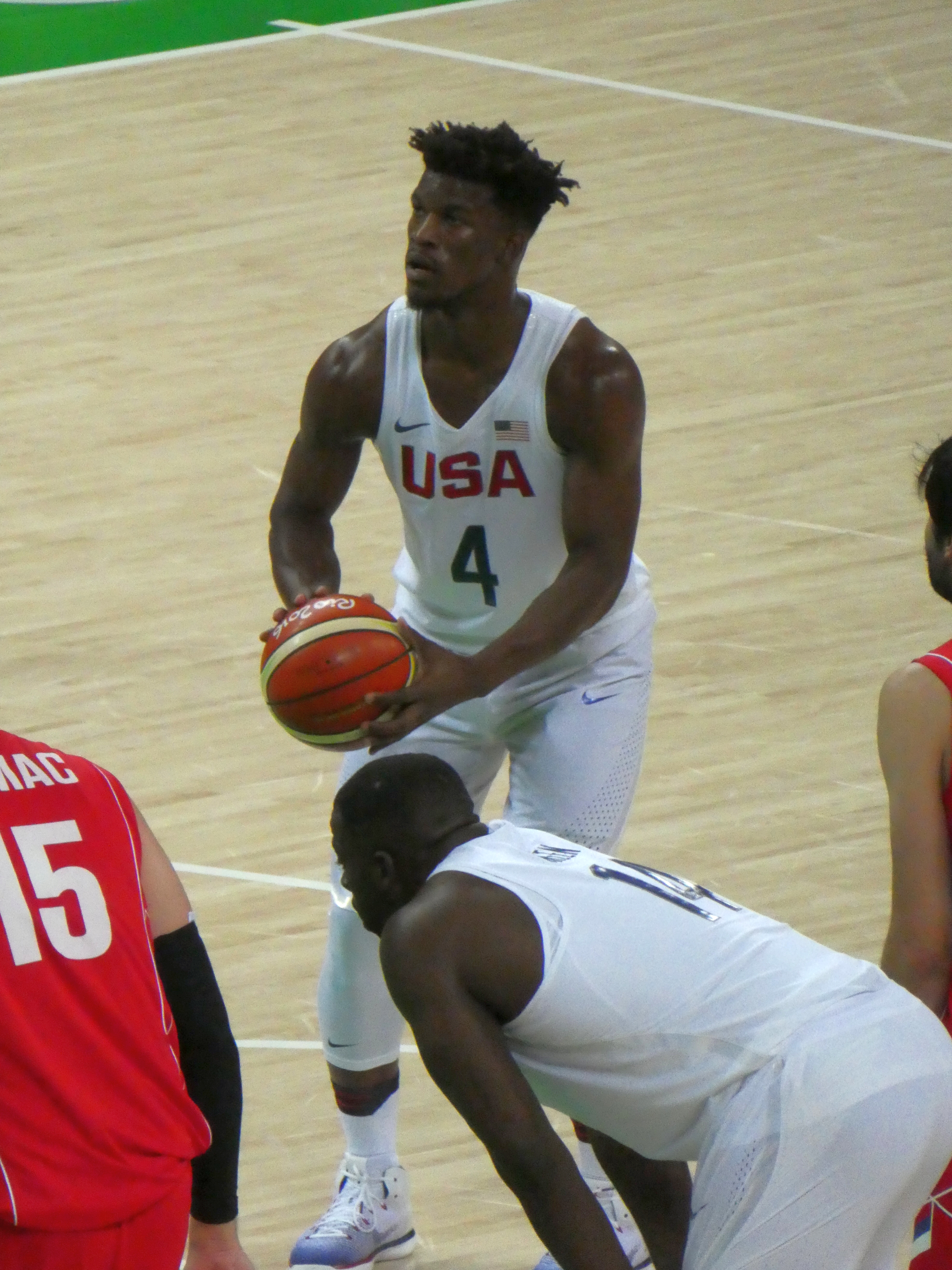
Jimmy Butler ai Giochi Olimpici di Rio 2016

### NBA
- NBA Eastern Conference Finals MVP: 1

2023
- All-NBA Team: 5

Second Team: 2023
Third Team: 2017, 2018, 2020, 2021
- NBA All-Defensive Team: 5

Second Team: 2014, 2015, 2016, 2018, 2021
- Partecipazioni all'NBA All-Star: 6

2015, 2016, 2017, 2018, 2020, 2022
- NBA Most Improved Player Award (2015)
- Leader nelle Palle Rubate (2021)

### Nazionale
- Oro olimpico: 1

Giochi Olimpici Rio 2016